# Abdulrahman Al-Roomi
Abdulrahman Al-Roomi (ur. 28 października 1969) – saudyjski piłkarz występujący podczas kariery na pozycji obrońcy.

## Kariera klubowa
Abdulrahman Al-Roomi podczas kariery piłkarskiej występował w klubie Asz-Szabab Rijad.

## Kariera reprezentacyjna
Abdulrahman Al-Roomi występował w reprezentacji Arabii Saudyjskiej w latach dziewięćdziesiątych.
W 1992 uczestniczył w Pucharze Konfederacji oraz Pucharze Azji. Na obu tych turniejach Arabia Saudyjska zajmowała drugie miejsce. W Pucharze Konfederacji wystąpił w obu meczach z USA i Argentyną. W Pucharze Azji wystąpił we wszystkich pięciu meczach z Chinami, Katarem, Tajlandią, ZEA i w finale z Japonią.
Trzykrotnie uczestniczył w Mistrzostwa Świata U-20 w 1985, 1987, 1989 oraz raz w Mistrzostwa Świata U-17 w 1985.